# Gbg Minnesvarv
Gbg Minnesvarv är en svensk kortfilm i VR-format från 2022 i regi av Jonas Myrstrand om Göteborgs världsledande varvsepok.
Filmen är en del i ett större projekt, Gbg Tidevarv i VR, som är en Virtual Reality-plattform och en 3D-modell över Lindholmens varv från dess glansdagar. Filmen är ett flerårigt projekt om Göteborgs varvshistoria i VR. Flera lokala och regionala aktörer har varit samarbetspartners och filmen hade premiär under Göteborgs Stads 400-årsjubileum 2022. 
Filmen har tilldelats priser på internationella filmfestivaler och uppmärksammats för sin nyskapande produktion i Virtual Reality och själva ämnet, den bortglömda varvshistorien.

## Medverkande
- Manus och regi: Jonas Myrstrand
- Foton: Yngve Baum

## Fotnoter
1. ↑  ”Jonas Myrstrand - SFdb”. 25 september 1960. https://www.svenskfilmdatabas.se/sv/item/?type=person&itemid=207420. Läst 4 april 2024.
2. 1 2  ”GBG Tidevarv i VR – STUDIO JOX”. https://studiojox.se/lindholmens-tidevarv-i-vr/. Läst 4 april 2024.
3. ↑  ”Kliv rakt in i Lindholmens varvshistoria med VR-teknik | Visual Arena”. visualarena.lindholmen.se. https://visualarena.lindholmen.se/nyheter/kliv-rakt-i-lindholmens-varvshistoria-med-vr-teknik. Läst 4 april 2024.
4. ↑  ”Upplev den virtuella varvshistorien | Lindholmen Science Park”. www.lindholmen.se. https://www.lindholmen.se/sv/nyheter/upplev-den-virtuella-varvshistorien. Läst 10 april 2024.
5. ↑  ”VR-glasögonen som tar dig rakt in i Göteborgs varvshistoria”. SVT Nyheter. 12 juli 2022. https://www.svt.se/nyheter/lokalt/vast/goteborgs-varvshistoria-genom-vr-glasogon. Läst 10 april 2024.
6. ↑  ””GBG CRANE MEMORY””. https://studiojox.se/official-selected-festivals-award-winner/. Läst 4 april 2024.
7. ↑  ”GBG Crane Memory” (på engelska). FilmFreeway. https://filmfreeway.com/GBGCraneMemory. Läst 4 april 2024.
8. ↑  ”Reportage ur Utbildningsradion.”. https://urplay.se/program/212816-ur-samtiden-digikult-2019-goteborgs-varvshistoria-vaknar-till-liv-med-virtual-reality. Läst 15 mars 2019.